# 합기도
합기도(合氣道)는 1946년 일본에서 대동류합기유술을 배우고 고국으로 귀국한 덕암(德庵) 최용술(崔龍述)로부터 창시되어 제자들에게 전승된 무술이다. 다만 지금은 유파가 나뉘어 수련 내용들이 많이 다르다. 
합기도의 기술들은 소위 합기(合氣)를 사용하여 상대를 효과적으로 다루는 것이 특징이다. 기술의 유형들을 살펴보면 다양한 공격과 방어기술이 내재되어 있는데, 치기, 차기, 꺾기, 던지기 등의 맨몸을 사용하는 기술과 봉과 검을 사용하거나 무기를 방어하는 무기술 등이 있다.
최용술은 1948년부터 대구 포정동 자택에서 권수보를 비롯한 대구 지역의 유도 수련자들에게 무예를 지도하며 본격적인 활동을 시작하였다. 이어 1951년 대구 달성공원 앞 양조장 2층에 ‘대한합기유권술(大韓合氣柔拳術)도장’이라는 명칭으로 최초의 합기도장을 설립하였다. 이후, 합기술(合氣術)을 거쳐 합기도(合氣道)라는 무예명칭이 발생되었다. 아이키도(合氣道)를 한국어로 그대로 가져왔을 뿐이라는 주장도 있다.

## 합기도의 역사
일제강점기 일본에서 다케다 소카쿠의 대동류 유술(다이토류 주짓수)을 수련한 최용술(기록으로는 단 1회 강습회에 참여한 것으로 되어 있다. 다만 몇몇 증언들이 더 있어 실제론 더 배웠을 가능성도 있다.)은 해방 후 한국에 돌아와 1946년부터 대구에서 무술을 가르치기 시작한다. 최용술은 처음에 자신이 가르치는 무술에 구체적인 이름을 붙이지 않고 일본 유술의 일반적인 이름인 '야와라'(やわら), 합기유권술(合氣柔拳術) 등으로 불렀다, 1951년 최초의 제자인 서복섭이 운영하는 대구양조장 2층에 '대한합기유권술도장'을 개설한다.
최용술의 제자 대구 서복섭. 대구 합기도광무관(총관장). 김철종합체육본부장.이사장.총재.. 지한재(현재 신무합기도 총재)는 1956년 경상북도 안동에, 1957년 서울에 성무관이라는 도장을 열고 '합기유권술'이라는 명칭으로 무술을 보급하기 시작한다. (후에 '합기도'로 칭함) 처음 최용술이 지도한 기술들은 유술의 성격이 강하였으나, 제자 지한재, 김무홍(신무관 창립) 등에 의해 발차기 등이 가미되어 원래의 대동류와 다르며 일본의 合氣道와도 다른 한국식 합기도로 거듭나게 된다.
이후 이들의 제자들에 의해 다양한 도장들이 생겨나며 이들 '관' 중심으로 합기도가 보급되다가, 1963년에 최용술을 중심으로 김정윤, 이규진 등이 문교부의 인가를 받아 '대한기도회'(총재:최용술)를 결성하였으나 여러 가지 이유로 유명무실해지고, 1965년에는 '대한합기도협회'(회장 박종규)가 결성되며 합기도라는 이름을 공식적으로 사용하기 시작한다. 1968년 서울의 장충체육관에서 '제1회 전국 합기도 통합 시범대회'라는 당시 합기도 역사상 가장 큰 대회가 개최되었는데 이 때에 최용술은 합기도 도주로 추대되었다.
이후에도 1973년 대한합기도협회, 1978년 대한민국합기도협회, 1985년 새마을중앙합기도협회등이 통합 합기도 조직을 지향하였으나 여러 가지 이유로 분열이 계속되었으며, 현재는 대한합기도연합회, 대한합기도협회, 대한기도회, 대한민국합기도협회, 국제연맹합기도 등 단체들이 난립하고 있다. 국술원을 비롯하여 화랑도 등 다양한 무술들이 독자적인 계열을 이루어 분파하기도 하였다.
하지만, 현재에는 대한민국합기도총협회가 합기도가 대한체육회를 대표하는 단체로 활동하고 있다.
최용술의 기법들을 계승하여 수련한다고 주장하는 곳들도 남아있는데 대표적으로 김윤상 총재의 용술관이 있다. 대구의 정기관은 임현수 총사가 1965년 최용술의 도장에 입문 이후 1974년 설립하였다. 총사는 1977년부터 1982년까지 최용술에게 특별 지도를 받았고 제자들 중 장진일에 이어 1983년 12월 두번째로 9단을 받았다. 정기관은 총사가 최용술에게 배운 기술과 체계를 '정기합기도'라는 명칭으로 사용하여 현재까지 이어가고 있다.

## 합기도(合氣道)와 대동류 합기유술, 아이키도(合氣道)
- 최용술은 본인이 일본에서 대동류의 창시자인 다케다 소카쿠에게 사사받았다고 주장하지만, 다케다의 문하생 명단에 최용술이 존재하지 않는다고 알려져 진실성이 의심받기도 했다. 다만 2018년 영명록에 최용술 이름이 발견되어 배운건 맞다는게 인정되었다. 허나 발견된 영명록만 따지자면 그 기간이 20일 정도로 짧아 과연 생전 최용술이 말했듯 다케다 소카쿠의 양자 혹은 수제자식으로 친밀했느냐는 별개의 문제로 남아있다.
- 다이토류아이키주짓수(대동류합기유술) 부흥의 조(祖)인 다케다 소가쿠는 아버지로부터 몇몇 무술을 배웠고 시부야토마라는 선생에게 오노하잇토류 검술을 배웠으며 사카기바라 겐기치 선생에게서 지키신가케류 검술을 배운 검술의 달인이었다. 나이 60에 아들 도키무네를 낳고 80세가 되어 20살이 된 도키무네를 오노하잇토류 검술 선생이며 북진일도류를 수련한 다카노 사사부로 선생에게 우치데시로 아들인 도키무네를 받아줄 것을 원했을 정도로 말년까지 검술에 대한 다케다 소가꾸의 애착심을 보였다. 최용술에 의해 전해진 한국형 합기도는 초창기부터 검술과 무관한 유술의 형태를 띠고 있으며, 이후 제자들에 의해 분파가 이뤄져 지금은 발차기, 무기술 등 종합무술 격투기 성격을 띠고 있어 일본에서 시작한 合氣道(아이키도)와는 전혀 다른 형태를 가지고 있다.

- 합기도라는 이름을 처음 사용(1957년 성무관 개관)한 지한재는 일본 아이키도(다케다 소카쿠의 제자 우에시바 모리헤이에 의해 1942년 창시)의 명칭을 참고한 것이 아니라고 주장[1]하나, 아이키도 측에서는 한문 合氣道 이름을 도용한 것이라고 주장[2]한다. 때문에 국내 아이키도 일부 계열에선 자신들을 정통 합기도, 한국 합기도를 유사 합기도라 칭하기도 한다. 수련 내용 면에서는 아이키도는 전통적인 검술의 원리를 적용한 유술수련이 위주인 반면, 한국 합기도는 발차기, 무기술 등이 가미되어 있다. 국제무대에서 合氣道라는 하나의 명칭에 두개의 다른 무술이 존재할 수 없기에 국내 합기도가 다른 명칭이 필요하다고 주장하는 사람들도 많다. 반론측에선 국제무대에서 사용할 수 있다고 주장한다. 이미 합기도와 아이키도는 영문 명칭이 다르지만 똑같은 合氣道 명칭을 사용한다. 국제스포츠무대에서도 합기도와 한국형 합기도로 나뉘어 사용한다.

## 수련 내용
애당초 최용술은 본인의 도장에서 제자들이 수련비를 얼마나 내느냐에 따라 가르치는 기술에 차별을 두었기 때문에 합기도는 기본 틀이 전무하다시피 이어져왔고, 통일된 단체가 존재하지 않았기에 계열에 따라 수련내용이 가지각색이다. 이것이 오늘날 합기도가 각종 무술이 혼합된 형태이자 일본합기유술과 거리가 멀어져버린 이유기도 하다.
이에 적지 않은 합기도 수련관들이 정통성을 주장하며 합기도란 명칭만 사용할 뿐 실제 커리큘럼은 다른 경우도 많다.
하나의 예시로, 이하는 대한합기도협회의 수련 내용이다.
1단
- 단식 발차기
- 손 목수
- 의복술
- 방권술
- 방족술
- 복식 발차기
- 점프 발차기
- 낙법
- 칼 막기
- 공격 기술 / 선제공격
- 체조
- 쌍절곤

2단
- 안,바깥 손 목수
- 고급 의복술
- 고급 주먹 막기
- 고급 다리
- 목 조를 때
- 고급 공격기술 / 선제공격

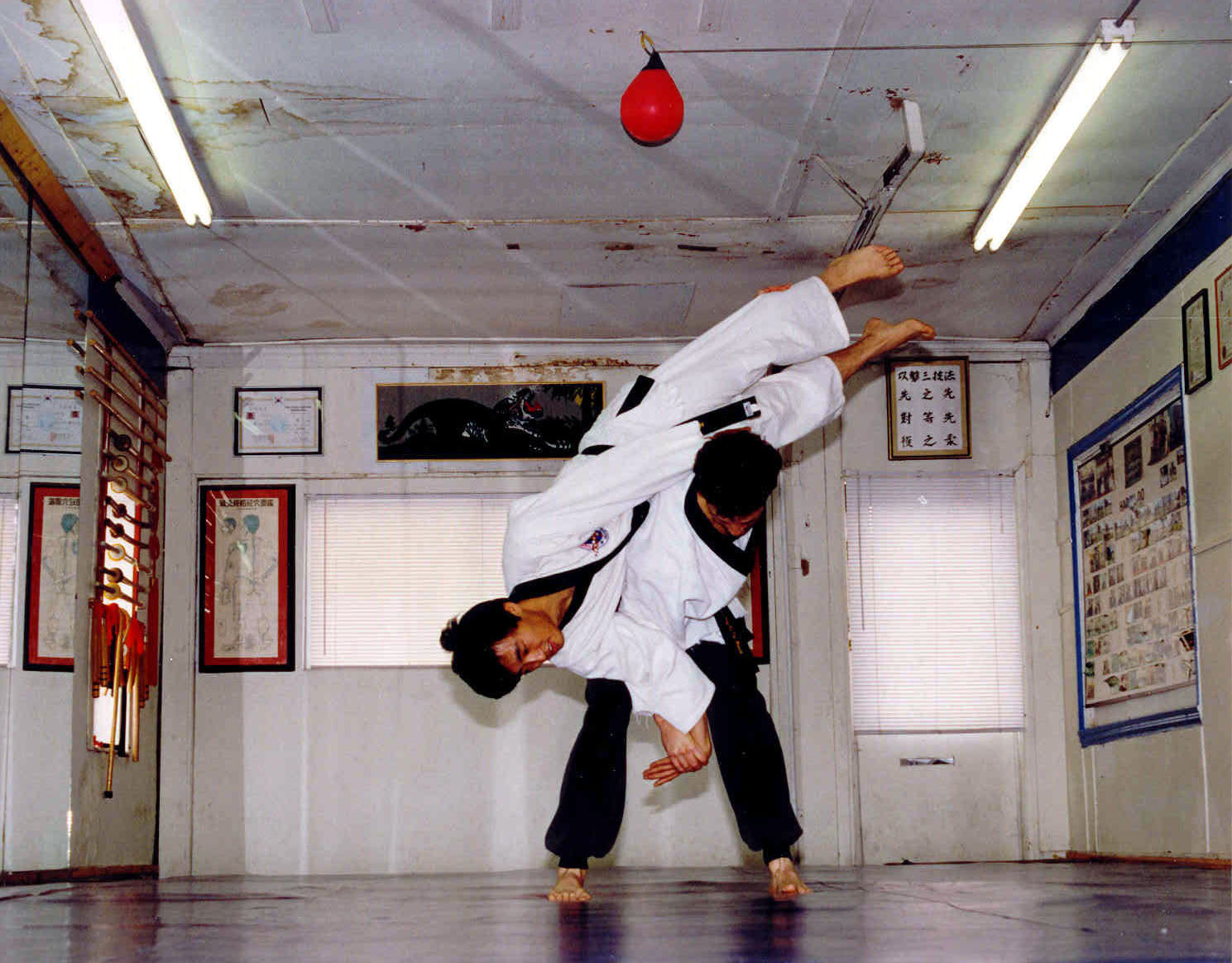
합기도 수련생들은 던지기와 꺾기를 도장에서 연습한다.

- 특수 발차기(돌려차기,뒷차기,2단 앞차기,등)

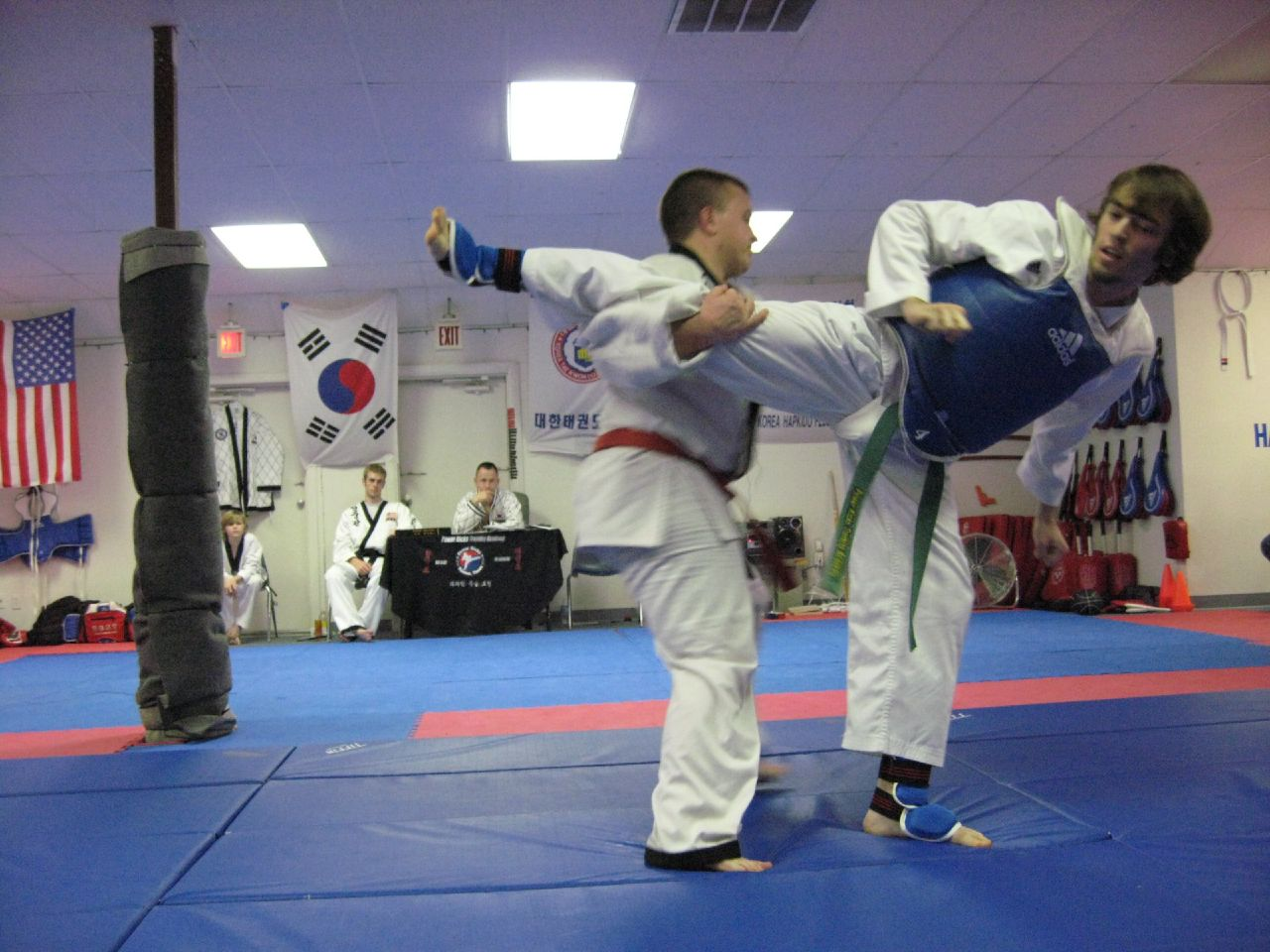
합기도 발차
기

- 좌기 / 와기
- 쌍절곤

* 띠 술기
3단
- 관절 조르기
- 단봉 기술
- 막대기 기술

4단
- 지팡이 기술
- 검술
- 합동공격 방어

5단
- 상대의 공격을 이용하는 기술
- 밧줄 기술
- 칼 던지기 기술
- 재생 기술

## 같이 보기
- 대한민국합기도총협회
- 국제 합기도 협회
- 대한합기도회
- 대한기도회
- http://www.hosinsool-ihsf.com
- 정기관
- 인효관
- 국선도
- 혈기도
- 단월드
- 택견
- 십팔기도
- 한무도
- 수박도
- 한풀
- 한검도
- 아이키도